# بخش مرکزی شهرستان قوچان
بخش مرکزی شهرستان قوچان یکی از بخش‌های شهرستان قوچان در استان خراسان رضوی ایران است.

## تقسیمات کشوری
- بخش مرکزی شهرستان قوچان
  - دهستان دوغائی
  - دهستان سودلانه
  - دهستان شیرین دره
  - دهستان قوچان عتیق

شهر قوچان

## جمعیت
بنابر سرشماری مرکز آمار ایران، جمعیت بخش مرکزی شهرستان قوچان در سال ۱۳۸۵ برابر با ۱۷۵۳۳۵ نفر بوده‌است.